# Noemí Dulsat i Ortiz
Noemí Dulsat i Ortiz (Canet de Mar, Maresme, 23 de novembre de 1973) és una jugadora d'hoquei sobre patins i roller derby catalana.
Formada com a davantera al CH Canet, va debutar a la Lliga catalana la temporada 1990-91. Va fitxar pel CE Arenys de Munt la temporada 1997-98 amb el qual va guanyar dues Lligues catalanes, dos d'Espanya i una Copa Catalana. També hi va participar en la primera edició de la Copa d'Europa de 2007, essent subcampiona. Internacional amb la selecció espanyola d'hoquei sobre patins en més cent ocasions entre 1991 i 2003, va formar part de la primera selecció estatal de la història. Hi va guanyar dos Campionats del Món el 1994 i 1996 i una medalla de bronze. A nivell europeu, va aconseguir un Campionat d'Europa el 1995, tres medalles d'argent i dues de bronze. Després de renunciar-hi, va formar part de la primera selecció catalana d'hoquei sobre patins que va disputar un partit internacional el 2003 contra Portugal, essent-ne la primera capitana. Al no poder dedicar-s'hi professionalment i no poder competir amb Catalunya a nivell internacional, va retirar-se al final de la temporada 2006-07.
L'any 2019 va retornar a la competició en la modalitat de roller derby, aconseguint amb el CHP Bigues i Riells la primera Copa d'Espanya, celebrada a Mollet del Vallès. També va participar amb la selecció espanyola al World Roller Games de Barcelona 2019, aconseguint la medalla de bronze.
Entre d'altres reconeixements, va rebre la insígnia d'or de la Federació Espanyola de Patinatge el 2008. i el premi honorífic per la seva trajectòria a nivell internacional a la Nit d'esport de Canet de Mar de 2009.

## Palmarès

### Hoquei patins
Clubs
- 2 Lligues catalanes d'hoquei patins femenina: 1999-00, 2001-02
- 1 Copa Catalana d'hoquei patins femení: 2004-05
- 2 Campionat d'Espanya d'hoquei patins femení: 1998-99, 2003-04

Selecció espanyola
- 2 medalles d'or al Campionat del Món d'hoquei patins femení: 1994, 1996
- 1 medalla de bronze al Campionat del Món d'hoquei patins femení: 2002
- 1 medalla d'or al Campionat d'Europa d'hoquei patins femení: 1995
- 3 medalles d'argent al Campionat d'Europa d'hoquei patins femení: 1993, 1999, 2003
- 2 medalles de bronze al Campionat d'Europa d'hoquei patins femení: 1991, 1997

### Roller derby
Clubs
- 1 Copa d'Espanya de roller derby: 2019

Selecció espanyola
- 1 medalla de bronze als Jocs Mundials de Patinatge: 2019